# Eciton uncinatum
Eciton uncinatum é uma espécie de formiga do gênero Eciton.